# Thierno Diallo
Thierno Mamoudou Diallo (5 augustus 2004) is een Belgisch voetballer die sinds 2023 uitkomt voor Francs Borains.

## Carrière
In 2020 ruilde Dialo, die in het seizoen 2019/20 nog bij de U16 van Crossing Schaerbeek voor de A-kern. Op 5 september 2021 maakte hij zijn officiële debuut in het eerste elftal van de club: in de competitiewedstrijd tegen Union Saint-Ghislain Tertre-Hautrage mocht hij in de 81e minuut invallen. In november 2021 liet trainer Philippe Wayenberch hem een paar keer op rij starten. Uiteindelijk groeide Diallo uit tot een vaste waarde bij Crossing Schaerbeek, dat in het seizoen 2021/22 een eindrondeticket behaalde in de Derde afdeling maar in de tweede ronde van die eindronde werd uitgesloten na incidenten in de strafschoppenreeks tegen RUS Binche.
Na zijn debuutseizoen in het eerste elftal van Crossing Schaerbeek maakte Diallo de overstap naar Sporting Charleroi, waar hij met het beloftenelftal zou uitkomen in Eerste nationale. Tot maart 2023 was hij een vaste waarde bij de Zébras Elites, daarna daalden zijn speelminuten aanzienlijk.
Na één seizoen bij de Zébras Elites verhuisde Diallo naar Francs Borains, dat in het seizoen 2023/24 zijn opwachting zou maken in Eerste klasse B.
1 Valkenaers ·
3 Gilot ·
4 Faye  ·
5 Corneillie ·
7 Gobitaka ·
8 Gueulette ·
9 Guindo ·
10 Pau ·
11 Liongola ·
12 Loiseaux ·
13 Maisonneuve ·
14 Belkheir ·
15 Lahssaini ·
21 Peano ·
23 Ito ·
25 Lamego ·
26 Bongiovanni ·
27 Eyongo ·
28 Botella ·
31 Camara ·
38 Diallo ·
44 Klomp ·
49 Hoedaert ·
51 Sidibe ·
70 Nagera ·
71 Monteiro ·
98 Maës ·
Coach: Taquin